# Vuik Racing
Vuik Racing is een Nederlands Formule Ford team. De eigenaar van het team is Henk Vuik. De coureurs voor dit team zijn: Henk Vuik Jr., Anders Krohn, Melroy Heemskerk en Liroy Stuart.  De coureurs rijden in Mygale SJ01, SJ04 en SJ07. Naast de Nederlandse Formule Ford zijn ze ook actief in de Benelux variant.
Naast het raceteam bestaat Vuik Racing ook uit zogenaamde showcars, Henk Vuik gaat daarmee door Europa om de auto's te showen.